# Abraxas capitata
Abraxas capitata är en fjärilsart som beskrevs av W. Warren 1894. Abraxas capitata ingår i släktet Abraxas och familjen mätare. Inga underarter finns listade i Catalogue of Life.